# Tetraleurodes dorseyi
Tetraleurodes dorseyi là một loài côn trùng cánh nửa trong họ Aleyrodidae, phân họ Aleyrodinae.
Tetraleurodes dorseyi được Kirkaldy miêu tả khoa học đầu tiên năm 1907.